# Tezahuapa
Tezahuapa es una localidad de México perteneciente al municipio de Atotonilco el Grande en el estado de Hidalgo.

## Toponimia
Del nahuatl Tetzahuitl, espantoso,  Atl agua y pam sobre, “Sobre el río espantoso”.

## Geografía
Se encuentra en la región de la Sierra Baja, a la localidad le corresponden las coordenadas geográficas 20° 15’ 32.971” de latitud norte y 98° 39’ 29.127” de longitud oeste, con una altitud de 2052 m s. n. m. En cuanto a fisiografía se encuentra dentro de las provincia del Eje Neovolcánico, dentro de la subprovincia de Llanuras y Sierras de Querétaro e Hidalgo; su terreno es de llanura y Sierra. En lo que respecta a la hidrografía se encuentra posicionado en la región Panuco, dentro de la cuenca del río Moctezuma, en la subcuenca del río Metzitlán. Cuenta con un clima semiseco templado.

## Demografía
En 2020 registró una población de 552 personas, lo que corresponde al 1.83 % de la población municipal. De los cuales 251 son hombres y 301 son mujeres. Tiene 158 viviendas particulares habitadas.
| Gráfica de evolución demográfica de Tezahuapa entre 1900 y 2020                              |
|                                                                                              |
| Población de los censos y conteos del Instituto Nacional de Estadística y Geografía (INEGI). |

## Economía
La localidad tiene un grado de marginación alto y un grado de rezago social bajo.